# Château du Bois-Guy
Le château du Bois-Guy est un château datant du XVIIe siècle, situé sur la commune de Parigné, en Ille-et-Vilaine.

## Historique
Le domaine du Bois-Guy était doté au XVe siècle, d'un manoir avec sa chapelle ainsi qu'une ferme et des dépendances. Au XVIIe siècle est érigé sur l'emplacement de l'ancien manoir, un château flanqué d'une tour dans chaque angle en façade ainsi qu'une tourelle carrée dotée d'un splendide escalier en granit sur l'arrière, des dépendances surmontées d’œils de bœuf ainsi qu'un parc à la française. En 1703, ce château devient la propriété de la famille Picquet qui rajoute "Bois-Guy" à son patronyme. Aimé Picquet du Bois-Guy, royaliste allié des chouans, en fait son camp de base lors des raids exercés dans toute la région, pendant toute la période révolutionnaire.

## Galerie de photographies

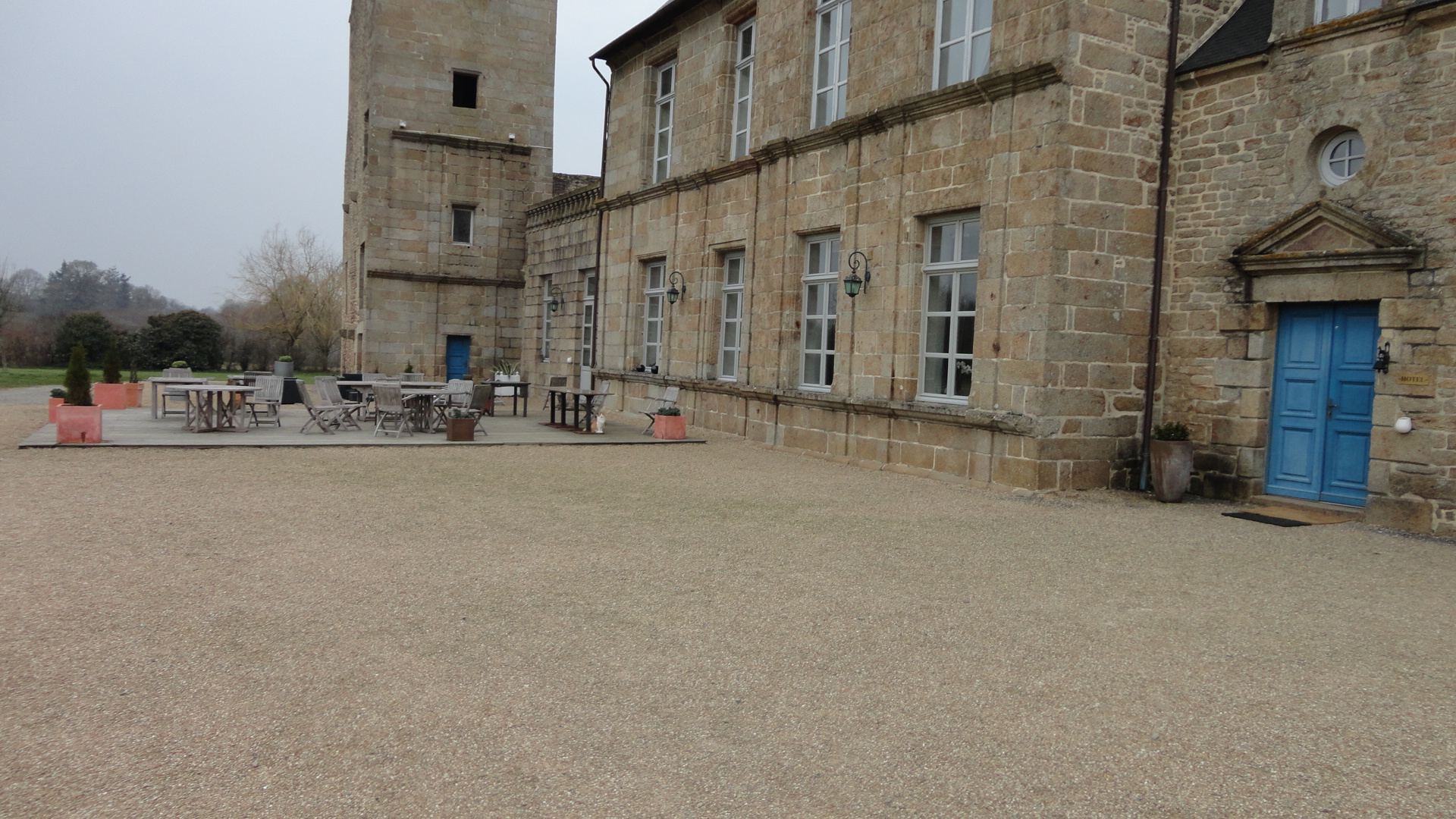
Façade arrière du château du Bois-Guy.
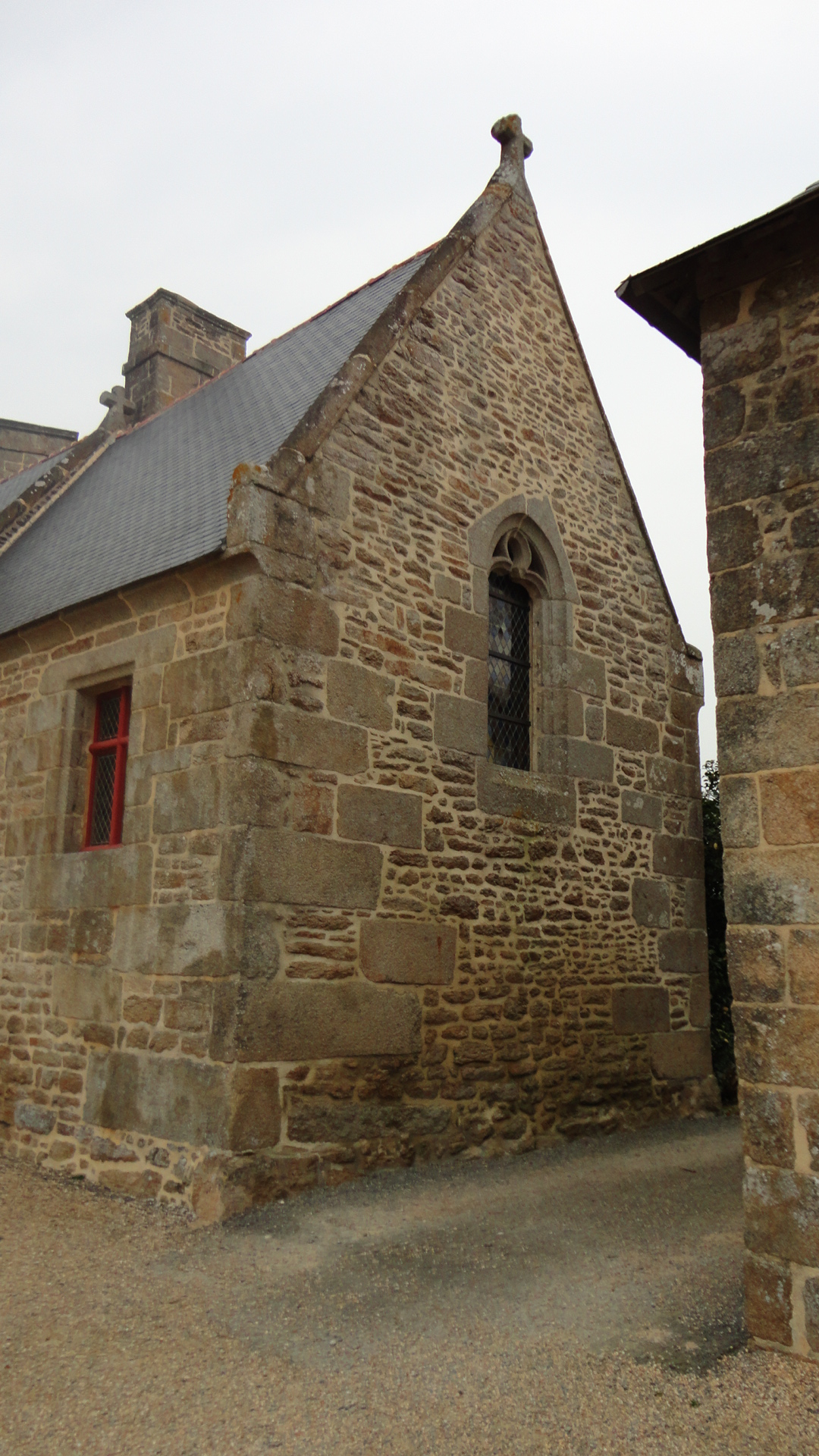
Chapelle Saint-Martin, château du Bois-Guy.
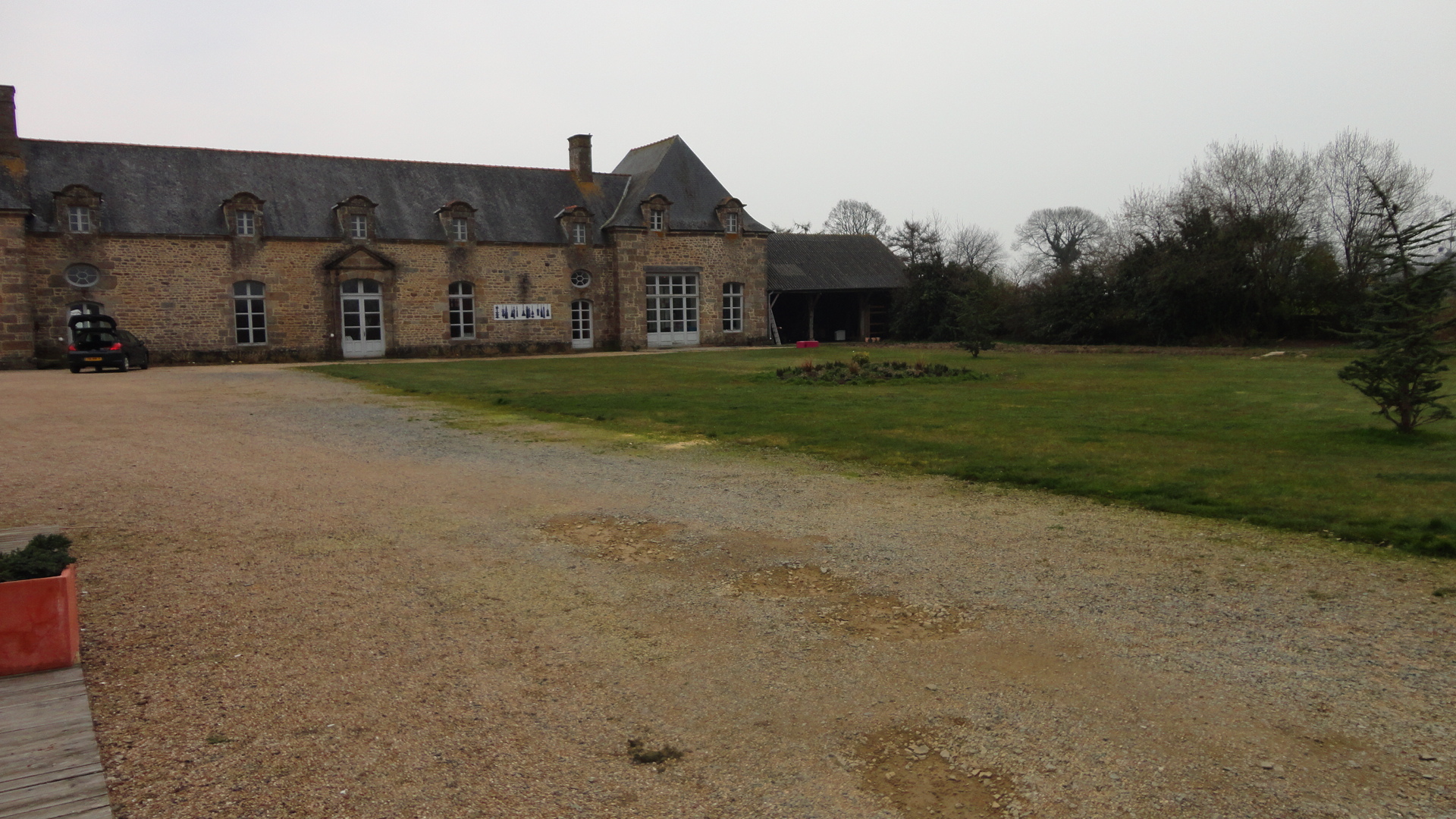
Communs du château du Bois-Guy.

## La chapelle Saint-Martin
Ce bâtiment du XVe, aujourd'hui accolé au corps du château, possède une fenêtre trilobée, masquée en partie à l'intérieur par un retable XVIIe qui est l'original, heureusement retrouvé et préservé. Sa porte en ogive a été franchie par nombre de paroissiens, notamment lors de la procession des Rogations. Cette procession se déroulait durant trois jours du lundi au mercredi avant l'Ascension en passant à travers les champs, pour préparer cette fête catholique mais aussi pour prier Dieu de protéger les cultures. La chapelle est dévouée à St Martin, patron des vignerons, et des voyageurs. Cette chapelle sera laissée à l'abandon fin XIXe, pour devenir une remise. Une plaque rappelant les faits d'armes de la fratrie Picquet du Bois Guy a été apposée par le Souvenir breton en 1984.

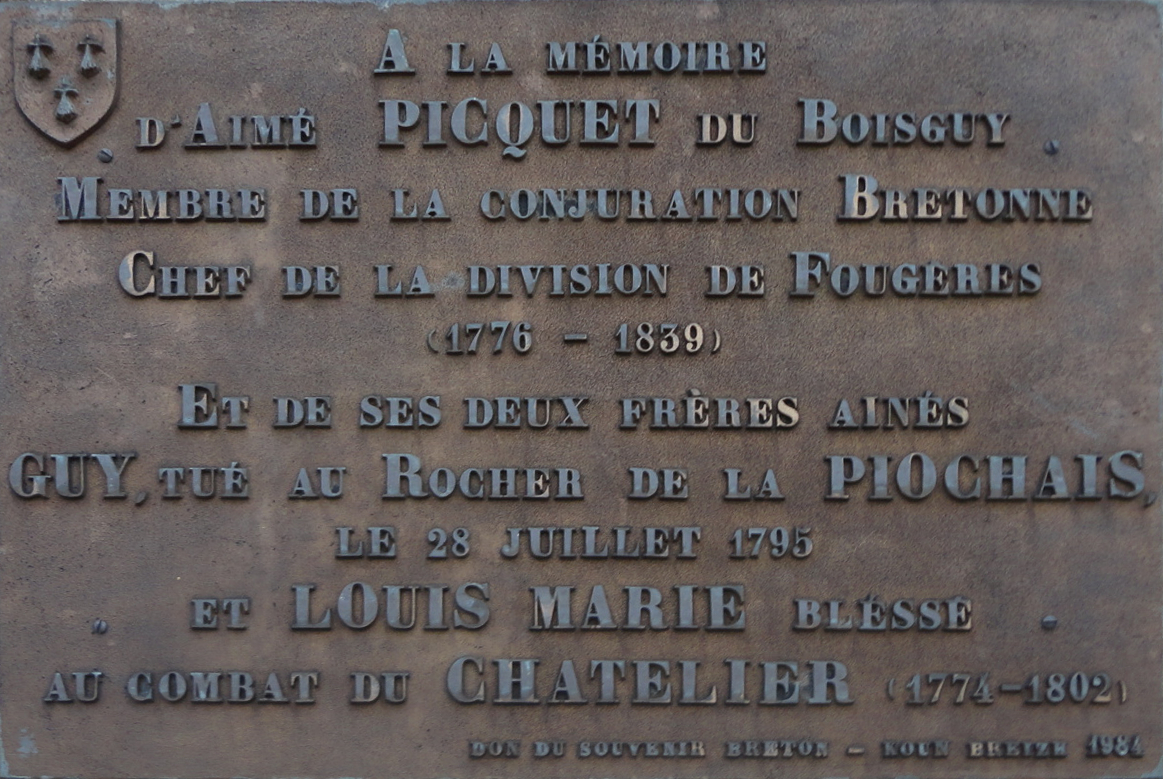
Plaque apposée en mémoire d’Aimé et Guy Picquet du Bois-Guy, membres de La Conjuration bretonne, Château du Bois-Guy, Parigné (35).

## Le château
Propriété de la famille Pichot au milieu du XIVe siècle, le domaine entre, par le jeu des mariages, dans les possessions de la famille de Gaullaye (Gaulay) aussi seigneur du Bois-LeBon en 1513. Dans le bourg de Tremblay existe encore de nos jours, une ravissante demeure gothique qui porte ce patronyme . Le château restera pendant deux siècles dans leur patrimoine. À la mort du dernier représentant de cette famille, Jean Picquet, Greffier en chef au Parlement de Bretagne, seigneur de La Motte et seigneur de Melesse, achète le château en 1703.
Son arrière petit-fils Alexandre-Marie se mariera en 1769 à Fougères avec Bonne-Josèphe Du Bois-Lebon et aura huit enfants, dont Guy Picquet du Boisguy né en 1772 et Aimé Picquet du Boisguy né en 1776. Le château revient donc dans la famille...

Mis en vente en 1802, ainsi que sa propriété de la Bécannière en Javené, par Madame du Bois-Lebon, mère de notre chouan, le domaine est vendu en 1804 à Mr Dubuat, qui lègue la propriété à sa fille, épouse de Henri-Charles d'Estanger. C'est un notaire de Fougères qui finira par acheter les bâtiments . Les bâtiments se transforment en une grosse ferme jusqu’avant la Seconde Guerre mondiale. Mais château et dépendances se détériorent. Dans les années 1980 ne restent que des fenêtres borgnes et des pans de murs esseulés, silhouette romantique en diable mais réelle ruine.

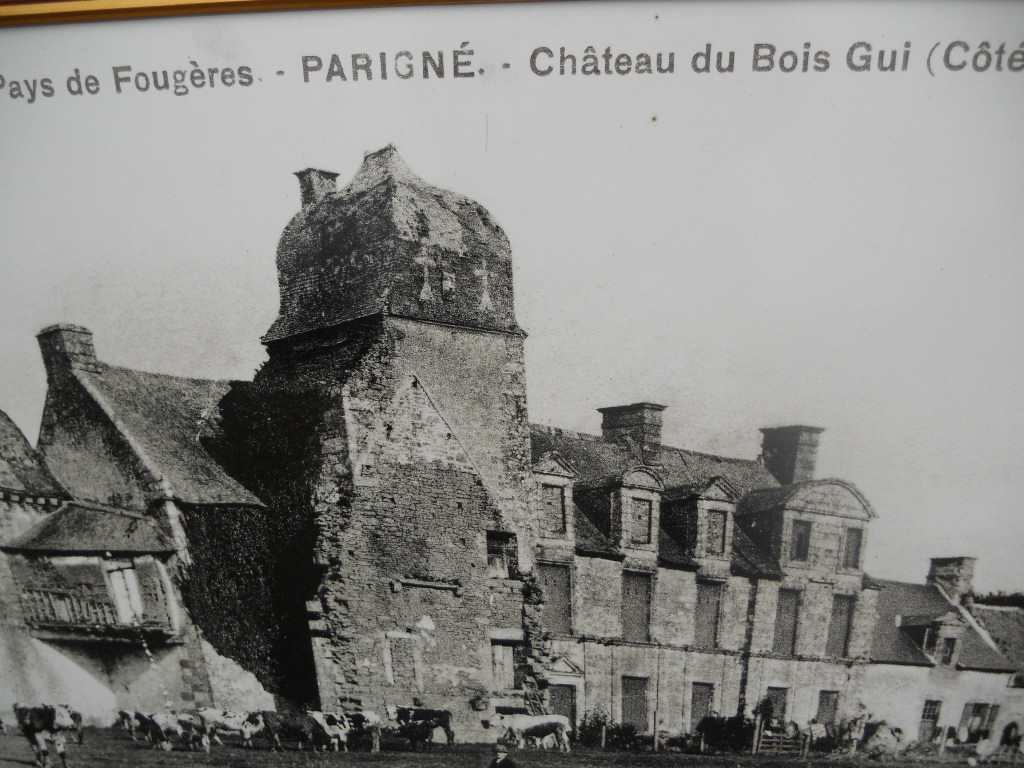
Château du Bois-Guy, Parigné (35), carte postale probablement du début du XXe siècle, signé Fleury, Luitré. On distingue une loggia attenante à la tour carrée ainsi qu'un corps de bâtiment depuis abattu.

## La renaissance
En 1994, un industriel fougerais rachète le château dont il ne reste que le rez-de-chaussée et une des tours envahie de lierre. Il le restaure patiemment pendant plus de six ans avec pour objectif d'en faire un hôtel-restaurant. En 2009, le château passe dans les mains de deux jeunes restaurateurs qui le réaménagent en un établissement de prestige, transformant les majestueuses dépendances en salles de séminaire et créant un practice de golf. Des expositions temporaires y sont également organisées.
Le site accueille aussi aujourd'hui un centre de football, son terrain, nommé en l'honneur du milieu de terrain international rennais Eduardo Camavinga, est inauguré en présence de celui-ci le 23 septembre 2020.